# Jackson LaCombe
Jackson LaCombe (Eden Prairie, 9 gennaio 2001) è un hockeista su ghiaccio statunitense, difensore degli Anaheim Ducks.
LaCombe è stato scelto con la 39ª scelta assoluta dagli stessi Ducks nel Draft 2019.

## Carriera professionistica

### Giovanili
LaCombe frequenta la Shattuck-St. Mary's School di Faribault (Minnesota), in cui milita nella selezione Under-14 di hockey su ghiaccio, vincendo con essa il titolo nazionale nel 2016. Durante il suo ultimo anno nella scuola, nella stagione 2018-19, LaCombe stabilisce il record scolastico per punti messi a referto da un difensore, ottenendone 89.
Successivamente, LaCombe ottiene una borsa di studio sportiva presso la University of Minnesota, entrando nel roster dei Golden Gophers a partire dalla stagione 2019-20. Nella sua seconda stagione, in 37 partite LaCombe segna 3 reti e 10 assist, diventando il difensore con più blocked shots della Big Ten Conference, nonché il secondo per goal segnati. LaCombe viene quindi nominato nella selezione All-Freshman Team della Big Ten.
Al suo terzo anno nel college, nella stagione 2020-21, LaCombe segna 4 reti e fornisce 17 assist in 27 partite. Dopo una stagione di ottimo livello, LaCombe viene successivamente inserito nel All-Big Ten First Team, nonché nell'ACHA Second Team All-American.

### NHL
LaCombe viene scelto dagli Anaheim Ducks con la 39ª scelta assoluta nel Draft 2019, con cui firma un entry-level contract biennale il 10 aprile 2023 per poi esordire il giorno successivo, l'11 aprile, contro i Vancouver Canucks. Il 20 gennaio 2024 LaCombe segna la sua prima rete in NHL contro i San Jose Sharks (in una partita finita con una sconfitta per i Ducks con il risultato di 3–5).

## Nazionale
Jackson LaCombe ha rappresentato gli Stati Uniti nei World Junior Ice Hockey Championships del 2021 in Canada, con cui ha vinto l'oro. In 6 partite disputate, LaCombe ha fatto registrare 1 assist.
Con la nazionale maggiore ha esordito ai Mondiali 2025 di Svezia e Danimarca, nei quali ha totalizzato 2 goal e 3 assist in 10 partite e riportando l'oro mondiale negli Stati Uniti dopo l'ultimo vinto nel 1933.

## Palmarès

### Nazionale

#### Mondiali U20
- 1 medaglia:
  - 1 oro (Canada 2021)

#### Mondiali
- 1 medaglia:
  - 1 oro (Svezia/Danimarca 2025)

### Individuale

#### College
- All-Big Ten Freshman Team (2020)[3]
- All-Big Ten First Team (2021)[6]
- AHCA West Second Team All-American (2021)[5]
- All-Big Ten Second Team (2022, 2023)[12]
- Big Ten All-Tournament Team (2022)[13]